# نيكايا
نيكايا: (باليونانية: Νίκαια)، (بالإنجليزية: Nikaia)، مدينة يونانية تقع في وسط جنوب البلاد ضمن منطقة أتيكا الإدارية، تتبع مقاطعة بيرايوس، وتعتبر إحدى ضواحي أثينا من الجهة الجنوبية الغربية.

## الموقع، السكان والتسمية
تقع المدينة إلى الجنوب الغربي من أثينا، حيث يحد الجزء الجنوبي من جبل إيغاليو القسم الشمالي من المدينة، إلى الجنوب من المدينة تقع بيرايوس، من الغرب كيراتسيني، من الشمال الشرقي تقع ضاحية إيغاليو، ومن الشرق بلدية أغيوس يوانيس رنتيس.
تبعد مسافة 8 كيلومتر عن مركز أثينا، و4 كيلومتر عن مركز بيرايوس.
يبلغ عدد سكان المدينة حوالي 95,000 نسمة، وسميت المدينة على اسم مدينة نيقية في آسيا الصغرى المشهورة بمجمعها المسكوني.

## متفرقات
- بدأ العمران في المدينة في ثلاثينيات القرن الماضي، مع تدفق لاجئي آسيا الصغرى على الأرض التي كانت سابقاً عبارة عن مزارع.
- تقع المناطق الصناعية في الجزء الجنوبي الغربي للبلدية.
- أهم نادي كرة قدم هو بروذيفتيكي، والذي يلعب في دوري الدرجة الأولى اليوناني.

## توأمة
لنيكايا اتفاقيات توأمة مع:
- كوتايسي

## أعلام
- باناجيوتيس جياناكيس